# Remissorium
Ein Remissorium ist ein historisches alphabetisch geordnetes Nachschlagwerk zu einem deutschen Rechtsbuch. Vergleichbarkeit besteht mit einem knapp gehaltenen Inhaltsverzeichnis. Es kam im Mittelalter bis Ende des 15. Jahrhunderts zum Einsatz. Remissorium ist eine Wortschöpfung des nachklassischen Rechts.
Ohne Kommentierung durch den Autor wurde die umfangreiche gelehrte europäische Rechtsliteratur enzyklopädisch gefasst und verständlich aufbereitet. Die dabei entstandenen Remissorien erhielten unterschiedliche Bezeichnungen, so findet man Begriffstitel wie Abecedarium, Registrum, Repertorium, Schlüssel oder eben auch Remissorium. Sie alle hatten das Ziel, die Handschriften zu den einzelnen Rechtsbüchern gebrauchsdienlich zu machen. Die unterschiedlichen Kennzeichnungen sagen kaum etwas über die inhaltliche Darlegung aus, denn sie wurden uneinheitlich verwendet. Wenig erforscht sind die Methoden zur Zusammensetzung und die Inhalte der Werklein.
Klassische Remissorien sind das Remissorium utriusque iuris des in Italien ausgebildeten Arnold Gheilhoven von Rotterdam, der über das Recht im Allgemeinen und kirchliches Strafrecht schrieb, oder das Repertorium aureum iuris canonici des Guilelmus Durantis. Registerarbeiten hatten als Inhaltsverzeichnisse mit alphabetischer Anordnung einen geringen Umfang, deutlich ausführlicher waren die Abecedarien zum Schwabenspiegel oder zum Meißner Rechtsbuch. Textstücke konnten unter Schlagworten gesucht werden. Auffällig ist die Fülle der Repräsentanz des sächsischen Rechts. Dieses ist beispielsweise in neunzehn Handschriften von 1452 bis 1472 durch Dietrich III. (Remissorium, zusammengestellt aus Sachsenspiegel und Weichbildrecht) und Tammo von Bocksdorf (Sächsisches Landrecht mit Glosse) beziehungsweise Caspar Popplau (Zu fromen und bequemikeit, Summa totius Brodii) überliefert.

## Quelle
- Wolfgang Stammler (Begr.), Karl Langosch (Forts.), Kurt Ruh, Gundolf Keil, Werner Schröder, Burghart Wachinger, Franz Josef Worstbrock, Christine Stöllinger-Löser (Hrsg.): Verfasserlexikon – Die deutsche Literatur des Mittelalters, Band 7: ‚Oberdeutscher Servatius‘ – Reuchart von Salzburg (1989). De Gruyter, Berlin/New York 1990, ISBN 978-3-11-011582-6.